# Dendrobrachia
Dendrobrachia Brook, 1889 è un genere di octocoralli dell'ordine Alcyonacea. È l'unico genere della famiglia Dendrobrachiidae.

## Descrizione
Dendrobrachiidae comprende il solo genere Dendrobrachia, caratterizzato da un asse interamente proteico, con coste e spine evidenti e prive di un nucleo cavo.
Le specie di Dendrobrachia vivono a profondità piuttosto elevate, tra i 200 e i 1.000 metri e sono pertanto prive di zooxantelle. Sono diffuse principalmente nell'oceano Atlantico e relativi bacini. Nel Mediterraneo sono presenti la Dendrobrachia bonsai,  Dendrobrachia paucispina e Dendrobrachia fallax. In genere hanno dimensioni medio-piccole che non superano i 40-60 centimetri.

## Tassonomia
Sulla base delle sue caratteristiche Dendrobrachia fu originariamente assegnato all'ordine degli esacoralli Antipatharia. Tuttavia, la presenza di polipi con otto tentacoli pennati, verificata successivamente in vari campioni raccolti, ha portato ad assegnare il genere e la relativa famiglia agli Octocoralli.
Il genere è composto dalle seguenti specie:
- Dendrobrachia bonsai Lopez-Gonzales & Cunha, 2010
- Dendrobrachia fallax Brook, 1889
- Dendrobrachia multispina Opresko & Bayer, 1991
- Dendrobrachia paucispina Opresko & Bayer, 1991
- Dendrobrachia sarmentosa Lopez-Gonzales & Cunha, 2010